# Milano Centrale
Milano Centrale (włoski: Stazione di Milano Centrale) – największy dworzec kolejowy Mediolanu i jeden z największych w Europie. Obsługuje około 330 tys. pasażerów dziennie.
Infrastruktura jest własnością Rete Ferroviaria Italiana (RFI), natomiast obszary handlowe i zabytkowy budynek dworca należy do Grandi Stazioni.

## Architektura
Stacja została oficjalnie otwarta w 1931 roku w celu zastąpienia starego dworca, który stał przy Piazza della Repubblica i był niewystarczający z powodu zwiększonego ruchu kolejowego. Projekt Ulisse Stacchini z 1912 roku był wzorowany na Union Station w Waszyngtonie.
Fasada ma 200 metrów szerokości, 72 m wysokości i była rekordowa w czasach, gdy została zbudowana. Za fasadą biegnie równolegle „Galleria delle Carrozze”. Stacja nie ma określonego stylu architektonicznego, ale jest to mieszanka różnych stylów, w tym secesji i Art déco; czasami styl ten definiowany jest jako assyryjsko-mediolański.
Wielkie przestrzenie publiczne stacji (hala peronowa, hala główna) przypominają monumentalną rzymską architekturę i pomimo wyraźnych monumentalności są wykonane ekonomicznie – szczyty ścian są dekorowane betonem, który naśladuje okładziny marmurowe w dolnej części.

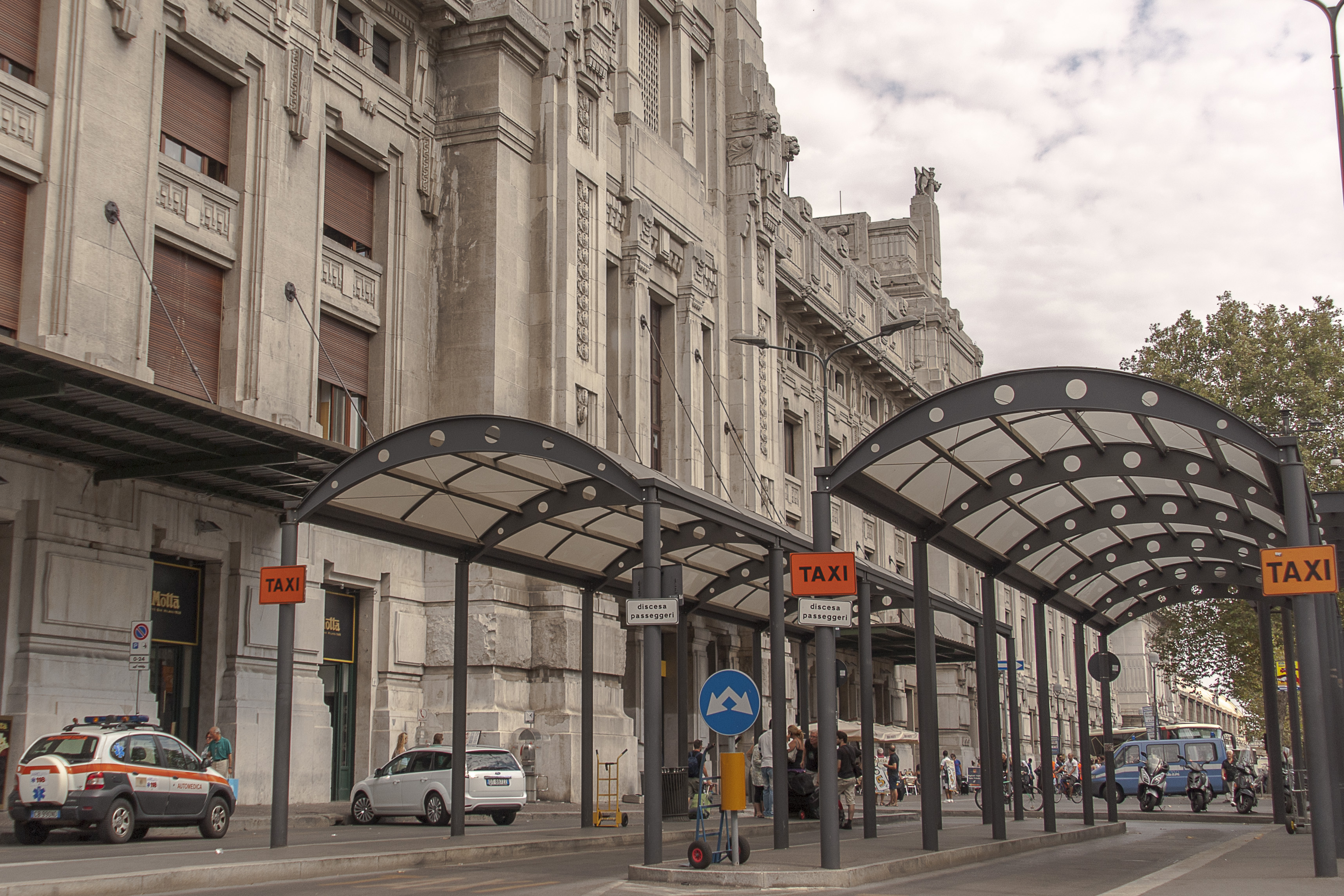
Budynek dworca od prawej strony – postój taksówek
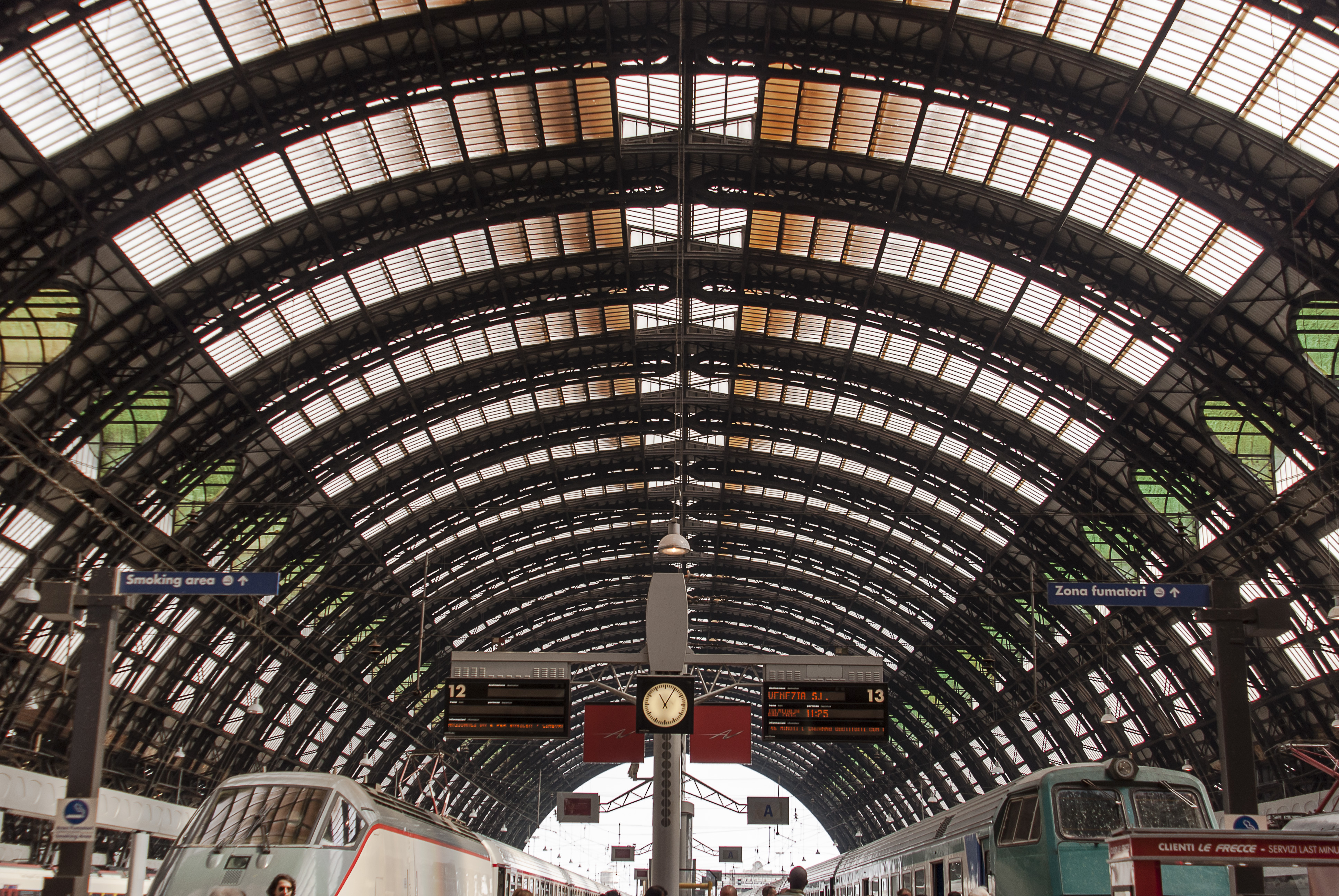
Zadaszenie peronów dworca

| Milano Centrale                         |  |                                          |
| Linia Mediolan – Domodossola (0,000 km) |  |                                          |
|                                         |  | Milano Certosa odległość: 12,746 km      |
| Linia Turyn – Mediolan (0,000 km)       |  |                                          |
| Milano Certosaodległość: 8,526 km       |  |                                          |
| Linia Mediolan – Bolonia (0,000 km)     |  |                                          |
|                                         |  | Milano Lambrate odległość: 3,779 km      |
| Linia Genua – Mediolan                  |  |                                          |
|                                         |  | Milano Lambrate                          |
| Linia Mediolan – Wenecja (0 km)         |  |                                          |
|                                         |  | Milano Lambrate odległość: 3,798 km      |
| Linia Mediolan – Chiasso (0,000 km)     |  |                                          |
|                                         |  | Milano Greco Pirelli odległość: 3,351 km |